# 维克托·沃多拉茨基
维克托·彼得罗维奇·沃多拉茨基（羅馬化：Viktor Petrovich Vodolatskiy；1957年8月19日—）是俄罗斯政治人物，第五、六、七、八届国家杜马代表。他是统一俄罗斯党成员、国家杜马独联体事务、欧亚一体化和同胞关系委员会第一副主席、SKVRiZ最高委员会主席。
沃多拉茨基是总统种族关系委员会成员、总统哥萨克事务委员会成员。作为一名哥萨克将军，他于1999年至2013年间担任Vsevelikoe Don Host哥萨克协会主席。